# Riacho da Conceição
Riacho da Conceição är ett periodiskt vattendrag i Brasilien.   Det ligger i delstaten Ceará, i den östra delen av landet, 1 300 km nordost om huvudstaden Brasília.
Omgivningarna runt Riacho da Conceição är huvudsakligen savann. Runt Riacho da Conceição är det glesbefolkat, med 16 invånare per kvadratkilometer.